# 吉良城
吉良城（きらじょう）は、土佐国（現高知県高知市春野町弘岡上）にあった中世の日本の城。 別名吉良峰城。高知市指定史跡。

## 概要
吉良城は、前方には吾南平野が一望でき、後方には250メートルの吉良ヵ峰がそびえるの要害の城である。土佐南学発祥の地。土佐吉良氏の代々の居城として知られるが、築城年は不明である。築城主は吉良氏と云われる。

## 歴史
吉良氏は平治の乱の後、土佐に配流された源希義の子孫といわれ、その子、吉良八郎が築いた平山城だと伝えられる。吉良宣常の頃が全盛で、周防から南村梅軒を招き、土佐南学の礎を築くなど文武両道、温和聡明な城主として名が高かった。
吉良宣直が5千貫領し、戦国時代に土佐七雄の1人に数えられた。
天文9年（1540年）本山城を拠点に持つ本山氏は吉良城から僅か10キロメートル北に朝倉城を築いた。それにおそれた宣直は土佐一条家を頼り、一条氏は森山砦を築いて、本山氏に対抗。2月、本山茂辰は宣直が仁淀川で鮎漁に興じる隙を見て奇襲。吉良城は落城し、仁淀川の如来堂で宣直は落命し、名門吉良氏は滅亡した。
吾南を手にした本山氏は吉良姓を名乗り（吉良式部少輔茂辰）、森山、秋山を含めて土佐中央部を支配する。しかし、東方で勢力を拡大した長宗我部氏の勢力に押される。両氏の対立は長浜の戦いの戸ノ本の戦いから始まり、永禄6年（1563年）、本山氏は朝倉城、吉良城から撤退する。長宗我部元親は弟の長宗我部親貞を入城させ、吉良親貞と名乗らせた。しかし、親貞の子で後継の城主となった吉良親実は後継問題で元親の怒りを買い、切腹する。この城は後に元親の子、盛親に与えられたが程なくして、廃城になった。
城跡と山麓の土居跡とされる場所は、旧春野町教育委員会により1984年（昭和59年）から1987年（昭和62年）にかけて発掘調査され（整理作業を含めて5ヵ年計画）、土居跡は明確ではなかったが、曲輪から掘立柱建物跡や柵列状のピットなどの当時の遺構を検出した。